# Molac
Molac ist eine französische Gemeinde mit 1636 Einwohnern (Stand 1. Januar 2022) im Département Morbihan in der Region Bretagne. Sie gehört zum Arrondissement Vannes und zum Kanton Questembert.

## Bevölkerungsentwicklung
| Jahr      | 1962 | 1968 | 1975 | 1982 | 1990 | 1999 | 2007 | 2019 |
| Einwohner | 1001 | 940  | 907  | 949  | 913  | 1007 | 1224 | 1605 |

## Sehenswürdigkeiten
- Kirche Saint-Cyr et Sainte-Julitte (17. Jahrhundert)
- Kapelle Notre-Dame du Carmel in Lindeul (13. Jahrhundert)
- Menhir Pierre longue

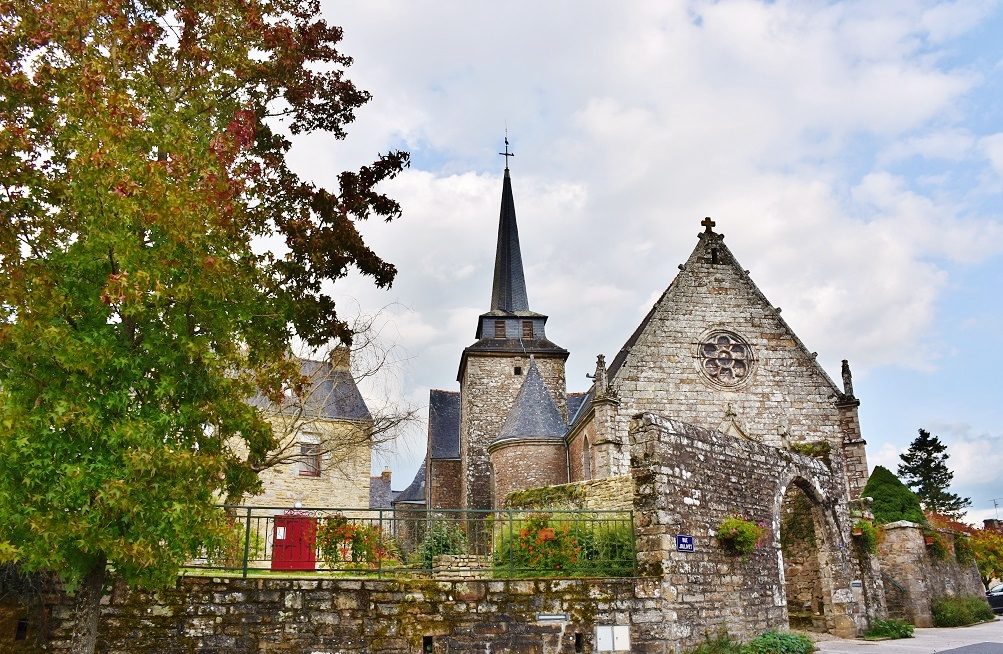
Kirche Saint-Cyr et Sainte-Julitte
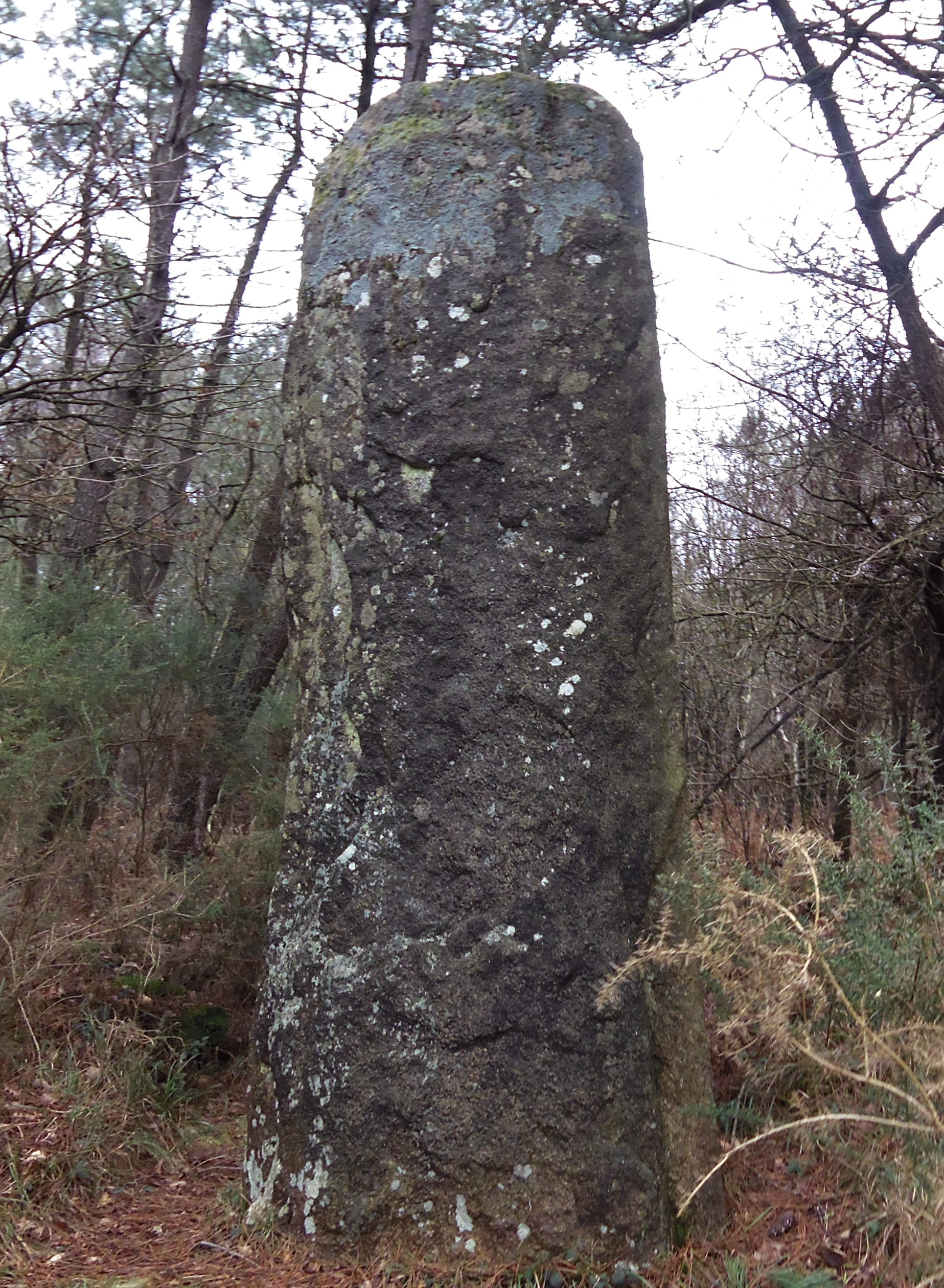
Menhir